# Voltaire Medina Orellana
Voltaire Humberto Medina Orellana (14 de marzo de 1943) es un educador, escritor y periodista machaleño. Ha escrito viarias obras históricas sobre Machala y la provincia de El Oro, tales como: Crónicas de Machala, Páginas imprescindibles entre otras; ejerció la vocación educativa durante 35 años en el Colegio Nacional Nueve de Octubre, primera institución educativa de la provincia. Actualmente es Presidente de la Casa de la Cultura Ecuatoriana, núcleo El Oro.

## Biografía
Hijo de Colón Medina García y Doña Ana Orellana Mendoza, nace en Machala, provincia de El Oro, el 14 de marzo de 1943. Sus estudios primarios los realizó en la escuela de varones Simón Bolívar y los secundarios en el Colegio Nacional Nueve de Octubre, graduándose de Bachiller en Huamanidades Modernas, posteriormente se dedicó a la noble tarea de educar ejerciendo la docencia en la cátedra de literatura. Por su vasta experiencia lo eligieron Presidente de la Comisión de Cultura para años después desempeñar el cargo de Rector del Centenario Colegio.
Estudió periodismo y se desempeñó como Cronista del Diario El Nacional, Jefe de información de los matutinos El Diario y Ahora de Machala. De igual manera fue corresponsal de Ecuadoradio, Radio Quito, Diario El Comercio y Radio Habana Cuba, aportes, que promovieron su nombramiento como Presidente del Colegio de Periodistas de El Oro por dos periodos,  primer Vicepresidente, luego Presidente de la Federación Nacional de Periodistas del Ecuador y Miembro del Consejo Directivo de la Federación Latinoamericana de Periodistas (FELAP), Presidente del Consejo Editorial de la Revista Primera Plana y columnista del diario Opinión de Machala.
Además ha tenido otras intervenciones en el campo cultural siendo Presidente Fundador del Instituto Ecuatoriano - Soviético y Ecuatoriano - Cubano en la Provincia de El Oro, donde además fue Presidente de la Coordinadora Nacional de la Amistad y Solidaridad con Cuba.
contrajo matrimonio con la Señora Hena Piedad Granda Apolo con quien tiene dos hijos Pavel y Berenice Medina Granda.
Actualmente es el presidente de la Casa de la Cultura Ecuatoriana Benjamín Carrión, Núcleo de El Oro, desde donde continúa la gestión cultural y artística de la provincia.

## Cargos desempeñados y trayectoria política
En el campo cultural se ha destacado como:
- Miembro correspondiente de la Casa de la Cultura Ecuatoriana Benjamín Carrión, Núcleo de El Oro, desde 1965
- Miembro de la Sección de literatura de la CCE El Oro
- Miembro del Comité organizador de los seis Congresos de la Cultura Orense en los años 2009, 2010,2011,2012,2013,2014 auspiciada por la Casa de la Cultura Ecuatoriana Núcleo de El Oro
- Presidente de la Sociedad de Estudios Históricos de El Oro.
- Presidente del Consejo Editorial de la CCE Núcleo El Oro
- Miembro del Consejo Científico del Proyecto de Historia de los Cantones de la Provincia de El Oro.
- Vicepresidente de la Casa de la Cultura Ecuatoriana Benjamín Carrión Núcleo de El Oro período 2011-2013
- Presidente de la Casa de la Cultura Ecuatoriana Benjamín Carrión Núcleo de El Oro, periodo 2014-2016
- Miembro correspondiente de la Academia Nacional de Historia

En su vida política desempeño varios cargos como:
- Diputado de la Provincia de El Oro    1998-2002
- Presidente de la Comisión de Educación y Cultura del H. Congreso Nacional 2000-2002
- Miembro de la Delegación Ecuatoriana al Parlamento Latinoamericano. (PARLATINO).Comisión de Educación, Sao Paulo 2001
- Miembro de la Delegación Ecuatoriana a la Asamblea de la UNESCO Paris 2000.

## Obras
Sus obras donde se destacan los relatos a su ciudad natal Machala y el lugar donde fue su segunda Casa El Colegio Nacional Nueve de Octubre a quien le dedicó 35 años de su vida, están llenos de color y anécdotas que vivió el escritor, sus obras más importantes son: 
- Crónicas de Machala     ( Tomo 1 )                                       2008
- Páginas imprescindibles ( tres ediciones )                               2009
- Piñas - Núcleo de la identidad Orense                                    2010
- Olvidarte Jamás ( Biografía de José Antonio Jara)                        2010
- Colegio Nueve de Octubre -Vanguardia de la educación y la cultura orense 2011
- David Rodas Maldonado - Cronista Vitalicio de Machala                    2011
- Mercedes Cruz Criollo, educadora insigne                                 2012